# 조성준 (배우)
조성준(1998년 3월 11일 ~ )은 대한민국의 배우이다.

## 학력
- 경복초등학교
- Vernon Barford Junior High School
- 경기고등학교
- 한국예술종합학교 연극원 연기과

## 출연작

### 드라마
- 《치얼업》 (2022년, SBS) -학생회장 역
- 《더 로드: 1의 비극》 (2021년, tvN) - 서정욱 역
- 《날아라 개천용》 (2020년, SBS) - 박태성 역
- 《동네의 영웅》 (2016년, OCN) - 민기 역